# Short track ai VI Giochi asiatici invernali - Staffetta 3000 metri femminile
La specialità della staffetta 3000 metri femminili di short track dei VI Giochi asiatici invernali si è svolta il 29 e 31 gennaio 2007 al Changchun Wuhuan Gymnasium di Changchun, in Cina.

## Risultati
Legenda
- DSQ — Squalificate

### Semifinali

#### Gruppo 1
| Class | Team                                                                | Tempo    | Note |
| ----- | ------------------------------------------------------------------- | -------- | ---- |
| 1     | Corea del Sud Jeon Ji-soo Jung Eun-ju Jin Sun-yu Kim Min-jeong      | 4:20.673 | Q    |
| 2     | Giappone Yuka Kamino Yuko Koya Ayuko Ito Satomi Sakai               | 4:24.225 | Q    |
| —     | Corea del Nord Ri Hyang-mi Yun Jong-suk Kang Kyong-hwa Pang Su-ryon | DSQ      |      |

#### Gruppo 2
| Class | Team                                                                           | Tempo    | Note |
| ----- | ------------------------------------------------------------------------------ | -------- | ---- |
| 1     | Cina Wang Meng Fu Tianyu Zhu Mile Zhou Yang                                    | 4:20.282 | Q    |
| 2     | Kazakistan Yelena Skachkova Yelizaveta Sigulenkova Xeniya Motova Inna Simonova | 4:46.926 | Q    |
| 3     | Taipei cinese Huang Yu-ting Kuo Chia-pei Yang Szu-han Chang Yu-tzu             | 4:53.824 |      |

### Finale
| Class   | Team                                                                           | Tempo    |
| ------- | ------------------------------------------------------------------------------ | -------- |
| Oro     | Cina Wang Meng Fu Tianyu Zhu Mile Cheng Xiaolei                                | 4:13.293 |
| Argento | Corea del Sud Jeon Ji-soo Byun Chun-sa Jung Eun-ju Jin Sun-yu                  | 4:13.391 |
| Bronzo  | Giappone Yuka Kamino Yuko Koya Ayuko Ito Satomi Sakai                          | 4:26.020 |
| 4       | Kazakistan Yelena Skachkova Yelizaveta Sigulenkova Xeniya Motova Inna Simonova | 4:47.924 |